# Andrew Nabbout
Andrew Nabbout, född 17 december 1992 i Melbourne, är en australisk fotbollsspelare som spelar för Melbourne City.
Nabbout har spelat 9 landskamper för det Australiska landslaget.